# Ibuprofeno
El ibuprofeno es un antiinflamatorio no esteroideo (AINE), utilizado frecuentemente como antipirético, analgésico y antiinflamatorio. Se utiliza para el alivio sintomático de la fiebre, dolor de cabeza (cefalea), dolor dental (odontalgia), dolor muscular o mialgia, molestias de la menstruación (dismenorrea), dolor neurológico de carácter leve o moderado y dolor postquirúrgico. También se usa para tratar cuadros inflamatorios, como los que se presentan en artritis, artritis reumatoide (AR), hinchazón muscular, dolor de garganta y artritis gotosa. Es usado en ocasiones para tratar el acné debido a sus propiedades antiinflamatorias y ha sido expendido en Japón en forma tópica para acné de adultos.

## Indicaciones
El ibuprofeno se usa principalmente como antipirético para tratar cuadros febriles (incluida la fiebre post-vacunal) y como analgésico para tratar el dolor leve o moderado: dolor postquirúrgico, dolor de origen dental, cefalea, migraña, dismenorrea primaria, artrosis y dolor por cálculos renales. Alrededor del 60 % de las personas responde a cualquier AINE; los que no responden bien a uno en particular pueden sí responder a otro.
Se utiliza además para tratar enfermedades  inflamatorias como la artritis idiopática juvenil, la artritis reumatoide, espondilitis anquilopoyética, artrosis y otros procesos reumáticos agudos o crónicos, y cualquier alteración musculoesquelética y traumática que curse con dolor e inflamación. También se utiliza para la pericarditis y ductus arterioso persistente.

## Posología
Generalmente la dosis recomendada para adultos es de unos 1200 mg diarios. Sin embargo, bajo supervisión médica, la cantidad máxima de ibuprofeno para adultos es de 800 mg por dosis o 3200 mg por día. En niños es de 5 a 10 mg por kg en un intervalo de tiempo de 6 a 8 horas, con una dosis diaria máxima de 30 mg/kg.

## Farmacocinética
Se absorbe de forma total, por vía oral. Los alimentos reducen la velocidad de absorción, pero no la cantidad absorbida. Su combinación con L-arginina acelera su velocidad de absorción.

## Historia

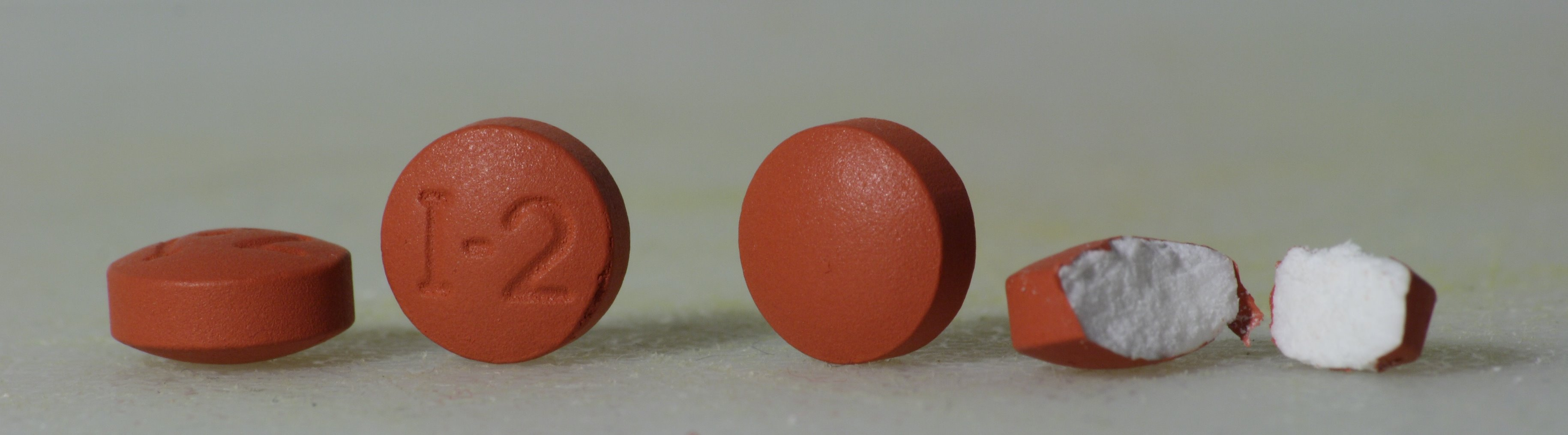
Comprimidos de ibuprofeno de 200 mg.

En 1953, los químicos Stewart Adams y John Nicholson, empleados de Boots Group, comienzan a trabajar para identificar un análogo de la aspirina para tratar la artritis reumatoide.
En 1961, Stewart Adams y John Nicholson descubrieron el ácido 2-(4-isobutilfenil) propiónico, y solicitan una patente en 1962, que luego fue concedida en 1966, con el número US3228831A.
En 1969, el fármaco fue lanzado como un tratamiento para la artritis reumatoidea en el Reino Unido , y en los Estados Unidos en 1974. Es famoso el hecho de que el Dr. Adams inicialmente probó este medicamento durante una resaca.
En 1974, Nueva patente del ibuprofeno con número US3784705A, fue concedida a los químicos Stewart Adams, John Nicholson, Antonio Ribera Blancafort y Bernard J. Armitage, como atestiguó en 2019 María África Madriaga, viuda de Antonio Ribera, en varios medios de comunicación.
El ibuprofeno forma parte del listado de la Organización Mundial de la Salud de medicamentos indispensables.

## Estereoquímica
El ibuprofeno, al igual que otros derivados de 2-arilpropionato (incluyendo ketoprofeno, flurbiprofeno, naproxeno, etc.), contiene un carbono quiral en la posición α (alfa-) del propionato.
|                |                |
|                |                |
|                |                |
| (R)-ibuprofeno | (S)-ibuprofeno |

Esto es determinante a la hora de estudiar el metabolismo de este profármaco, que se puede definir como fármacos unidos a un grupo modulador lábil, que requieren ser transformados dentro del organismo por un proceso hidrolítico, químico o enzimático, para que manifiesten su actividad biológica.

### Síntesis
La síntesis de este compuesto es un popular caso estudiado en química verde (química sostenible). La síntesis original del ibuprofeno consiste en seis pasos. Se inicia con la acilación del isobutilbenceno mediante Friedel-Crafts. La reacción con cloroacetato de etilo (condensación de Darzens) da el α,β-epoxiéster, que es descarboxilado e hidrolizado hacia el aldehído. La reacción con hidroxilamina da la oxima, convertida a continuación al nitrilo. Esta se hidroliza al ácido deseado:
Una síntesis mejorada por BHC requiere de solo tres pasos. Esta síntesis mejorada ganó el premio "Presidential Green Chemistry Challenge Greener Synthetic Pathways" en 1997. Después de una acilación similar a la de la síntesis anterior, la hidrogenación con el níquel Raney da como resultado el alcohol, que por carbonilación catalizada por paladio da la molécula final:

### Solubilidad
El ibuprofeno es prácticamente insoluble en agua, se disuelve menos de 1 mg de ibuprofeno en 1 ml de agua (< 1 mg/ml). Es soluble en disolventes orgánicos como etanol o acetona.

## Acción
La acción principal de todos los AINE es la inhibición de la ciclooxigenasa. Esta enzima convierte el ácido araquidonico en endoperóxidos cíclicos, los cuales se transforman en prostaglandinas y en tromboxanos mediadores de la inflamación y factores biológicos locales, no circulantes llamados autacoides, incluyendo los eicosanoides.

La inhibición de la síntesis de prostaglandinas y tromboxanos por el ibuprofeno es responsable de su actividad terapéutica, esta es una inhibición competitiva. 
Al inhibir a la ciclooxigenasa y la subsecuente síntesis de prostaglandinas, se reduce la liberación de sustancias y mediadores inflamatorios, previniéndose la activación de los receptores del dolor llamados nociceptores.

## Metabolismo
Se han observado inversiones metabólicas en los estereocentros de fármacos quirales como el ibuprofeno. El enantiómero (-)-R es enzimáticamente isomerizado al eutómero (+)-S, pudiendo considerarse como un profármaco de este último. El mecanismo de isomerización implica una conversión inicial del enantiómero (-)-R en su tioéster de la CoA, generando un intermedio con un metino en α altamente acídico y que puede ser rápidamente desprotonado y reprotonado, probablemente mediante una reacción enzimática a través del enol, con la consiguiente epimerización. La hidrólisis posterior conduce al eutómero del ibuprofeno. 
El hecho de que el eutómero no parezca sufrir una epimerización similar puede explicarse atendiendo a la estereoselectividad de la CoA-sintetasa que actúa preferentemente sobre el enantiómero (-)-R. El eutómero (+)-S es excretado como un conjugado de glicina, mientras que el enantiómero (-)-R no es un sustrato para la glicina-N-acetiltransferasa. Como se ha indicado, debido a este mecanismo de isomerización, el enantiómero (-)-R puede considerarse un profármaco del eutómero (+)-S y contribuye al perfil farmacodinámico global del racemato.
Esta forma de metabolizarse no es igual para todos los proféns, debido a que lo determinante es la rapidez de la inversión. En el caso del ibuprofeno es rápida, pero para inversiones lentas, hay que considerar el enantiómero (-)-R como impureza innecesaria.

## Toxicidad en humanos
La sobredosis por ibuprofeno se ha convertido en algo común desde que se puede conseguir sin receta. Hay muchos casos de sobredosis en la historia de la medicina, aunque la cantidad de complicaciones que amenazan la vida por sobredosis de ibuprofeno es baja. La respuesta humana en los casos de sobredosis se extiende desde la ausencia de síntomas, al resultado fatal a pesar de tratamientos en cuidados intensivos. La mayoría de los síntomas son un exceso de la acción del ibuprofeno e incluyen dolor abdominal, náuseas, vómitos, somnolencia, mareos, dolor de cabeza, zumbido de oídos y nistagmo. Rara vez los síntomas pueden ser más graves, se conocen de algunos como hemorragia gastrointestinal, convulsiones, acidosis metabólica, hiperpotasemia, hipotensión, bradicardia, taquicardia, fibrilación auricular, coma, insuficiencia hepática, insuficiencia renal aguda, cianosis, depresión respiratoria y paro cardíaco. La gravedad de los síntomas varía según la dosis ingerida y el tiempo transcurrido, sin embargo, la tolerancia de cada persona a la dosis también juega un papel importante. Generalmente, los síntomas por sobredosis de ibuprofeno observados son similares a los síntomas causados por sobredosis de otros AINE.
Hay poca correlación entre la severidad de los síntomas y los niveles plasmáticos de ibuprofeno medidos. Los efectos tóxicos son poco probables en dosis inferiores a 100 mg/kg pero pueden ser graves por encima de los 400 mg/kg (alrededor de 150 comprimidos de 200 mg para un hombre normal). Sin embargo, dosis altas no indican que el cuadro clínico vaya a ser letal. No es posible determinar una dosis letal precisa, ya que puede variar con la edad, el peso y las enfermedades asociadas al paciente, siempre manteniendo fuera del alcance o de la vista de los niños.
La terapia está basada en los síntomas. En casos tempranos se recomienda la descontaminación gástrica. La descontaminación se hace con carbón activado, el cual absorbe el medicamento antes de que entre al sistema circulatorio. Actualmente el lavado gástrico apenas se realiza, en cambio, puede ser realizado si la cantidad ingerida es potencialmente mortal dentro de los 60 minutos tras la ingesta. El vómito no es recomendado. La mayoría de las ingestiones de ibuprofeno producen efectos leves y el tratamiento para la sobredosis es sencillo. Las medidas básicas para mantener la producción normal de orina deben de ser entabladas y la función renal supervisada. Dado que el ibuprofeno contiene propiedades ácidas y es excretado por la orina, la diuresis forzada alcalina es teóricamente beneficiosa. Sin embargo, como el ibuprofeno se une fuertemente a las proteínas en la sangre, hay una excreción mínima renal del fármaco inalterado. La diuresis forzada alcalina tiene un beneficio limitado. El tratamiento sintomático para la hipotensión, la hemorragia gastrointestinal, acidosis, y la toxicidad renal serán indicadas. Ocasionalmente, la supervisión en la UCI (Unidad de Cuidados Intensivos) durante varios días es necesaria. Si el paciente sobrevive a una intoxicación aguda, normalmente no experimentará secuelas.

### Detección en fluidos corporales
El ibuprofeno puede ser cuantificado en la sangre, el plasma y el suero para demostrar la presencia del medicamento en una persona que ha experimentado una reacción anafiláctica, confirmar un diagnóstico de intoxicación en pacientes hospitalizados o colaborar en una investigación de una muerte. Hay un nomograma publicado donde se relaciona la concentración de ibuprofeno en el plasma, con el tiempo transcurrido desde la ingestión, y el riesgo de desarrollar toxicidad renal en pacientes con sobredosis.

## Efectos adversos
- Estreñimiento
- Diarrea
- Gases o distensión abdominal
- Mareo y vómito
- Nerviosismo
- Tinnitus

### Efectos más graves
- Aumento de peso inexplicable
- Fiebre
- Ampollas
- Sarpullido
- Comezón
- Urticaria
- Hinchazón de ojos, cara, labios, lengua, garganta, brazos, manos, pies, tobillos y pantorrillas
- Dificultad para respirar o tragar
- Ronquera
- Cansancio excesivo
- Dolor en la parte superior derecha del abdomen[36]
- Náuseas
- Pérdida del apetito
- Coloración amarillenta en la piel o los ojos
- Síntomas parecidos a los de la gripe
- Palidez
- Latidos del corazón rápidos
- Orina turbia, descolorida o sanguinolenta
- Dolor de espalda
- Sinagesia
- Dificultad o dolor al orinar
- Visión borrosa, cambios en el color de la visión u otros problemas de la visión
- Ojos enrojecidos o doloridos
- Rigidez en el cuello
- Dolor de cabeza
- Confusión
- Agresividad[37]

## Sobredosis
Los síntomas de sobredosis son, entre otros:
- Mareo
- Zumbido en los oídos
- Gigantismo
- Movimientos rápidos e incontrolables de los ojos (nistagmo)
- Respiración lenta o interrupción momentánea de la respiración (apnea)
- Coloración azul alrededor de los labios, la boca y la nariz (cianosis)[37]
- Deshidratación
- Alergia al Ibuprofeno
- Taquicardia

## Incidencia ambiental
El organismo es capaz de metabolizar hasta un 90% del ibuprofeno ingerido, pero el restante 10% se excreta a las aguas junto con los otros metabolitos resultantes de la digestión del fármaco. Este hecho puede afectar más de lo que creemos al medio ambiente, debido al fenómeno de bioacumulación y toxicidad del fármaco.
Dado que la principal vía por la que el fármaco puede llegar al medio ambiente es por medio de las aguas residuales, un mejor tratamiento de estas aguas incorporando más filtros o tratamientos físico-químicos adecuados podría disminuir la presencia de este fármaco en el entorno.
Se ha logrado la eliminación de ibuprofeno de las aguas residuales por ultrasonidos, y mediante la degradación fotocatalítica del ibuprofeno mediante dióxido de titanio.

## Características electroquímicas y consecuencias cardíacas
De un análisis superficial de la configuración bioelectroquímica del ibuprofeno se puede decir lo siguiente:
1. Se observan dos enlaces débiles de un solo electrón en ambos laterales que presumiblemente produce una ruptura del Ibuprofeno en cuatro submoléculas.
2. La ruptura produce un cambio de la estructura de enlace electrónica relacionada con el anillo de carbonos central y subestructuras laterales.
3. Se observa un enlace fuerte en el enlace carbono hidroxilo C-OH.
4. El enlace de este hidroxilo actúa como un ácido graso con un enlace extraño, más fuerte e infrecuente.
5. Algunos ácidos grasos son sintetizados en el músculo cardíaco.
6. El enlace fuerte que une el átomo de carbono lateral con el hidroxilo OH, tiene una configuración de tres electrones. En un ácido graso normal, esta configuración es de dos electrones. Posiblemente ésta sea la causa de sobreesfuerzo cardíaco relacionado con el ibuprofeno.